# Equipo Paralímpico de Atletas Refugiados en los Juegos Paralímpicos de Tokio 2020
El Equipo Paralímpico de Atletas Refugiados en los Juegos Paralímpicos de Tokio 2020 es el equipo que representa a los atletas refugiados y asilados en los Juegos Paralímpicos de Tokio 2020. Es la primera delegación en entrar en la ceremonia de apertura.

## Atletas
La delegación está compuesta por seis atletas en cuatro deportes, lo que significa que van cuatro atletas más que en la edición anterior:
| Nombre             | País de Origen | Residencia                      | Deporte    |
| ------------------ | -------------- | ------------------------------- | ---------- |
| Ibrahim Al Hussein | Siria          | Atenas, Grecia                  | Natación   |
| Alia Issa          | Siria          | Atenas, Grecia                  | Atletismo  |
| Parfait Hakizimana | Burundi        | Mahama Refugee Camp, Ruanda     | Taekwondo  |
| Abbas Karimi       | Afganistán     | Fort Lauderdale, Estados Unidos | Natación   |
| Anas Al Khalifa    | Siria          | Halle, Alemania                 | Piragüismo |
| Shahrad Nasajpour  | Irán           | Phoenix, Arizona                | Atletismo  |
| [ 1 ] [ 2 ]        |                |                                 |            |

Ibrahim Al Hussein y Shahrad Nasajpour participaron en la edición anterior.